# Saturnus verslindt een zoon (Rubens)
Saturnus verslindt een zoon is een schilderij van Peter Paul Rubens uit 1636-1637 in het Museo del Prado van Madrid.

## Voorstelling
Met verontrustende directheid toont Rubens het mythologische verhaal waarin de god Saturnus zijn kinderen opvreet om de macht te behouden. De zeis waarop hij steunt, herinnert eraan dat Saturnus een landbouwgod was. Bovenal schiep Rubens een zinnebeeld van de kosmische noodzakelijkheid waarmee de tijd alles verslindt wat hij voortbrengt.
Bijzonder zijn de drie sterren die bovenaan zijn weergegeven. Ze komen overeen met de eerste beschrijving van Saturnus door Galileo Galilei, wiens telescoop nog niet sterk genoeg was om de ringen van de planeet waar te nemen. Het toont dat Rubens zich bekommerde om de nieuwste astronomische kennis.

## Thema
Het schilderij maakte deel uit van een mythologische cyclus voor de Torre de la Parada van koning Filips IV van Spanje. Rubens moest hiervoor putten uit de Metamorphoses van Ovidius. Het verhaal van Saturnus komt voor in diens Fasti (IV, 197-200) en gaat terug op de Theogonie van Hesiodos (453-467). Schilderkunstig was het thema eerder behandeld door Maarten van Heemskerck (ca. 1545) en door Vasari in de Saturnuscyclus van het Palazzo Vecchio (ca. 1558). De versie van Rubens in de Spaanse koninklijke collectie was blijkbaar een directe invloed voor Francisco Goya (ca. 1798).

## Voetnoten
1. ↑  Nils Büttner, Rubens. De schilder van mythen en goden, 2020, p. 78
2. ↑  Rubens et le mystère des étoiles saturniennes, Ligne de science, 23 augustus 2019

De transfiguratie (1604-05) · Portret van de kunstenaar en zijn vrouw in een prieel van kamperfoelie (1609) · Kruisoprichting (1610) · Kruisafneming (1611) · De verrijzenis van Christus (1611-12) · De vier filosofen (1611-1612) · Het verschijnen van de Heilige Geest aan de Heilige Teresa van Avila (1612-14) · De ontdekking van Romulus en Remus (circa 1613) · De Rockoxtriptiek (1613-15) · De onthoofding van de heilige Catharina van Alexandrië (circa 1615) · Kruisafneming (1616-17) · Oude vrouw en jongen met kaarsen (1616-1617) · Medusa (ca. 1617) · Het aardse paradijs met de zondeval van Adam en Eva (ca. 1617) · De verloren zoon (1618) · De heilige Maria Magdalena in extase (1619-20)· De drie gratiën (1620-23) · Diana en haar nimfen maken zich klaar voor de jacht (1623-24) · Bekering van de H. Bavo (1623-24) · Heilige Rochus door Christus aangesteld tot patroon van de pestlijders (1623-26) · Aanbidding der Koningen (1624) · Portret van Matthaeus Yrsselius (circa 1624) · Tenhemelopneming van Maria (1625-26) · Portret van Anna van Oostenrijk (1625-26) · Angelica en de kluizenaar (1626-28) · De ontvoering van Europa (1628-29) · Laatste Avondmaal (1631-32) · Franciscus van Assisi ontvangt de stigmata (1633) · De roof van de Sabijnse maagden (1634-36) · Dans van dorpelingen en mythische figuren (1635) · Herfstlandschap met uitzicht op het Steen (1636) · De hond van Hercules ontdekt het purper (ca. 1636) · Saturnus verslindt een zoon (ca. 1636-37) · Het pelsken (ca. 1636-38)
- Marburg Picture Index: 21100864
- RKDimages: 248472